# Grekland i olympiska vinterspelen 2018
Grekland deltog i de olympiska vinterspelen 2018 i Pyeongchang, Sydkorea, med en trupp på fyra atleter (två män, två kvinnor) fördelat på två sporter.
Vid invigningsceremonin bars Greklands flagga av alpina skidåkaren Sophia Ralli.